# Боянци
Боянци е село в Южна България. То се намира в община Асеновград, област Пловдив.

## География
Село Боянци се намира на 7 км североизточно от Асеновград.

## История
Старото име на село Боянци е Катарлий. В миналото в селото е имало само няколко семейства българи, но впоследствие са се приселили много роми. Сега селото е населено с около 800 роми и 600 българи. Легенда в миналото гласи, че Боянци е било блато и след като е пресъхнало тук са се разположили цигански катуни, които отглеждали катъри. Друга легенда разказва за турски земевладелец, който отглеждал катъри в земите на Катарлий (Боянци). Дъщеря му била много красива, но се разболява от неизлечима болест. Тогава един богомолец от Бачковксия манастир излекува дъщеря му и за благодарност турският земевладелец дарява всичките земи от с. Боянци на Бачковския манастир. Местните хора вярват, че Св. Богородица закриля селото и правят голям събор на 15 август успоредно със събора на Бачковския манастир.

## Религии
Християнска - Православна; Батуханска

## Обществени институции
В с. Боянци има две църкви – „Св. Атанас“ и „Св. Богородица“. Всяка година на 15 август се прави събор в чест на празника „Света Богородица“.

## Други
Боянци има футболен отбор – „Космос-Боянци“. За стадиона на селото се грижат кметът на селото и треньорът на отбора.